# Китайский рок
Китайский рок (кит. упр. 中国摇滚, пиньинь Zhōngguó yáogǔn; также 中国摇滚音乐, пиньинь Zhōngguó yáogǔn yīnyuè, букв. «китайская музыка „качайся-и-крутись“» или «китайский рок-н-ролл») — жанр музыки, возникший под влиянием американской культуры. Используемые инструменты — как правило, современные, иногда с включением традиционных китайских.

## История

### Северо-западный ветер (1980-е годы)
Китайский рок берёт своё начало в музыкальном стиле «северо-западный ветер» (西北风, пиньинь xīběifēng), впервые появившемся в континентальном Китае. К появлению нового стиля привели две песни, «Синьтянью» (信天游) и «Ничего за душой» (一无所有). В обеих ощущалось сильное влияние песенных традиций северной провинции Шэньси в сочетании с по-западному быстрым темпом, сильным ритмом и крайне агрессивными басовыми партиями. В противоположность мягкому стилю кантопоп песни «северо-западного ветра» исполнялись громко и с напором. Они стали воплощением в музыке широкомасштабного культурного движения за «поиск корней» (寻根, xungen), проявившегося также в литературе и кинематографе.
Многие песни «северо-западного ветра» имели сильный политический подтекст, включая аллюзии или пародии на революционно-коммунистические песни, такие как «Наньнивань» (南泥湾) и «Интернационал» (国际歌). Эта музыка отражала растущее среди китайской молодёжи чувство неудовлетворённости, а также влияние западных идей индивидуализма и самовыражения. Как музыка, так и стихи отражали присущее северо-западному крестьянству чувство гордости за собственную мощь. Такие песни, как «Смело вперёд, сестра!» (妹妹你大胆的往前走) отражали «почвенный», первобытный, патриархальный уклад материкового Китая в противоположность «слащавому» стилю гантай.

### Рождение китайского рока (1984)
Местом рождения китайского рока можно считать Пекин. В столице музыка была пронизана политическими идеями и открыта для разнообразного влияния извне страны.
Большую часть 1980-х гг. рок состоял преимущественно из «живых» выступлений в маленьких барах и гостиницах. Основными слушателями оставались студенты университетов и представители богемы. К началу 1990-х годов китайский рок частично слился с культурой мейнстрима, оставаясь при этом всё тем же сочетанием «северо-восточного ветра» и «тюремных песен».
Первой китайской рок-композицией была, вероятно, «Ничего за душой», впервые исполненная в 1984 году Цуй Цзянем, которого часто называют «отцом» китайского рока. Песня привнесла в постреволюционный Китай полностью новый дух, сочетающий индивидуализм с прямым и открытым самовыражением. Вскоре она стала символом разочарования, владевшего поколением молодой интеллигенции с его разрушенными иллюзиями, растущим цинизмом в отношении коммунизма и критикой традиционной и современной китайской культуры. Для старшего поколения песня стала, скорее, символом невыполненных обещаний правящего режима.
Весной 1989 года «Ничего за душой» стала фактически гимном студенческих протестов на площади Тяньаньмэнь. Кроме того, в мае-июле того же года были образованы три известных китайских группы: «Дыхание» (Huxi, 呼吸), «Кобра» (眼镜蛇) и «1989» с её лидером Цзан Тяньшо (臧天朔). Созданные ранее рок-группы включали «Непогрешимые» (Budaoweng 不倒翁), созданную Цзан Тяньшо и бывшим ритм-гитаристом «Династии Тан» (Tang Chao, 唐朝) Дин У (丁武), и, возможно, самую известную среди китайских рок-групп — «Чёрная пантера» (Hei Bao 黑豹), первоначально возглавляемую пионером китайской альтернативной музыки Доу Вэем (窦唯).

### Тюремные песни (1988—1989 гг.)
«Тюремные песни» (囚歌) приобрели популярность в 1988—1989 годах, одновременно с «северо-западным ветром». Начало течению положил Чи Чжицян (迟志强), писавший стихи о своём пребывании в тюрьме и подбиравший к ним мелодии из народных мотивов. В противоположность песням «северо-западного ветра», «тюремные песни» отличались медленным ритмом, «жалобным» исполнением и часто описывали отрицательные социальные роли. Другой характерной чертой являлось частое использование ненормативной лексики и общий дух отчаяния и цинизма. Нонконформистские ценности стиля нашли отражение в таких песнях, как «Мамаша редкостно тупа» и «Ни капли масла на тарелке». Главной причиной популярности «тюремных песен» стала накопившаяся в 1980-х годах в китайском обществе усталость от идеологизированной эстрады и бесконечных официальных докладов и выступлений. Наибольшую популярность «тюремные песни» снискали у городской молодёжи, а «покровителями» жанра стали частные антрепренёры, в то время — преимущественно выходцы из маргинальных групп населения.

### Расцвет китайского рока (1990—1993 гг.)
После событий на площади Тяньаньмэнь рок стал неотъемлемой частью городской молодёжной культуры в Китае. Датой частичного выхода рок-музыки из андерграунда можно считать 17 и 18 февраля 1990 года, когда в пекинском Дворце спорта, одном из самых больших залов города, прошёл крупнейший в истории китайского рока концерт. На сцену вышли шесть групп, среди которых — «ADO» Цуй Цзяня и «Династия Тан» (唐朝). Критерием, по которому организаторы отобрали участником концерта, стала «оригинальность» — в сущности, наличие западного духа.
Китайский рок достиг вершины своей популярности в 1990—1993 годах. В это время были основаны десятки новых групп, а концерты стали проводиться на регулярной основе. Поскольку государственные средства массовой информации, такие как CCTV, не приняли рок-музыку, главной формой выступления по-прежнему оставались небольшие концерты, проходившие в неформальной обстановке.
Главными отличительными чертами последователей рок-субкультуры стали их неформальное поведение и стиль одежды, включавший длинные волосы у мужчин, джинсы, украшения из серебристого металла, чёрные кожаные плащи. Своим беззаботным стилем поведения поклонники китайского рока в значительной степени напоминали хиппи.
Закат «северо-западного ветра» и одновременный подъём рок-музыки отражали сдвиг, произошедший в сознании многих представителей китайской интеллигенции. Ностальгия переросла в открытое неприятие и чувство отчуждения от китайской традиционной и «сельской» культуры.

### Закат рока (1994)
К 1994 году китайский рок начал медленно угасать. Сказалась жёсткая цензура коммунистической партии, запрет на передачу рока на телевидении и ограничение выступлений. В то же время, первопричиной заката рок-музыки стал упадок интереса к политической жизни в целом. Людей стало больше интересовать повышение своего дохода и уровня жизни. Международный культурный обмен, стимулируемый ростом экономической открытости страны, и радикальный переход музыкальной индустрии на коммерческую основу привели к тому, что в середине 1990-х гг. на прилавках появились импортные записи, в частности, из Гонконга и Тайваня. За исполнителями кантопопа, такими, как Энди Лау, стояли сильные звукозаписывающие фирмы, способные поддерживать своих артистов и извлекать прибыль из киноиндустрии и рекламы, которые обычно отвергали китайский рок-музыканты. Кроме того, уровень цензуры, которой подвергался кантопоп, был значительно ниже, поскольку гантай-культура всегда была независима от материка.
Многие рок-музыканты, такие как Тянь Чжэнь и Сюй Вэй, приспособили своё творчество к требованиям кантопопа и добились коммерческого успеха. По западным стандартам их музыку можно классифицировать как восточный кантри-рок. Другие, как эксцентричный панк Хэ Юн, жёстко сопротивлялись кантопоп-культуре и её подражателям на континенте.
В 1995 году несколько молодых панк-групп («Brain Failure», «Reflector», «A Jerks» и 69) выпустили альбом под названием «Контингент Уляо», («无聊军队», более точный перевод — «Батальоны тоски»), отражающий тоску и разочарование, царящие среди горожан. Ведущая роль в процессе создания альбома принадлежала «Brain Failure», наиболее успешной из этих групп, которая со своим смешанным, состоящим из ска и панка звучанием, продолжает проводить концертные туры. Тексты пишутся на английском языке — чтобы передать то, что на китайском выразить невозможно, и в подражание зарубежным музыкантам.
Знаменательным стало совместное выступление сорокадвухлетнего Цуй Цзяня с The Rolling Stones в 2003 году, открывшее китайский рок как жанр для остального мира.

### Возрождение (2000 г. — наши дни)
В 2000—2004 на рок-сцене появились пост-панк и экстрим-метал, определённую популярность также приобрели Visual kei и готик-рок.
В 2004—2005 гг. группа «Beijing’s Joyside» провела свой первый концертный тур по городам Китая. В поездке их сопровождал американский режиссёр Кевин Фриц, проводивший съёмки своего фильма «Wasted Orient». Фильм был выпущен на DVD в 2007 году компанией «Plexifilm». Лента является китайской интерпретацией документального фильма «Закат западной цивилизации» американского режиссёра Пенелопы Сфирис. «Wasted Orient» в комической манере обыгрывает трудности, связанные с попыткой провести концертный тур по стране, в которой не так-то много поклонников рок-музыки. Текущий состав группы (Бянь Юань, Лю Хао, Фань Бо, Ян Ян и Синь Шуан) показан утопающим в алкоголе, представляя собой одновременно смешное и угнетающее зрелище. В фильм также была включена музыка группы, что принесло ей известность. В целом фильм аполитичен и не включает попыток сделать всеобъемлющие социальные выводы. Хотя сама группа не является широко известной в стране, фильм представил китайский рок нового тысячелетия в его первозданном виде.
Режиссёр Кевин Фриц:
Фильм «Wasted Orient» — лишь то, что он есть на самом деле. Он честен. Это настоящее положение дел в китайском роке. В фильме нет обаяния и прикрас. В фильме много грязи. Он наполнен отчаянием. Очень нежеланная картина для этого общества, и это объясняет апатию зрителей

### Пекинская музыкальная школа «Миди» и музыкальный фестиваль «Миди»
Другим важным шагом в развитии китайского рока стала Пекинская музыкальная школа «Миди». Будучи основана в 1993 году Чжан Фанем, она стала первым учебным заведением в Китае, предлагающим программы обучения для исполнителей джаза и рок-музыки.
Фестиваль современной музыки «Миди», впервые проведённый в 1999 году, первоначально ограничивался рамками школы, но со временем развился в крупнейший рок-фестиваль Китая. Фестиваль проводится ежегодно, собирая до 80 тыс. зрителей и более 100 исполнителей.
В 2006 году школа и фестиваль дали возможность 18 зарубежным группам выступить на своей концертной площадке и провести тур по стране. Среди гостей фестиваля были такие группы, как «Alev», «Monokino», «Yokohama Music Association», «The Wombats» и др.
Помимо школы «Миди», туры для таких групп, как «Edguy», «Lacrimosa» и «Hatesphere» сумел провести журнал «Painkiller Heavy Music Magazine».

### Олимпийские игры 2008 года и Сычуаньское землетрясение
Значительным препятствием для музыкальной сцены в целом стала отмена нескольких запланированных событий, предшествующих Олимпиаде — 2008, в том числе в связи с Сычуаньским землетрясением. Фестиваль «Миди—2008» был перенесён на октябрь. Выступление группы «Soilwork» пришлось отменить, поскольку музыканты не смогли получить виз, и запланированный в Чунцине этап культурной программы «German Esplanade» был прекращён организаторами.
Сычуаньское землетрясение в целом оказало огромное влияние на музыкальную сцену Китая и дало начало десяткам благотворительных мероприятий и концертов в память о погибших.

## Самые известные исполнители

### Сольные
- Кэнди Лу Цяоинь (англ. Candy Lo)
- Чи Чжицян
- Цуй Цзянь
- Доу Вэй
- Гао Ци
- Хэ Юн
- Лю Ицзюнь (известен также как Лао У из «Династии Тан»)
- Тянь Чжэнь
- Вань Сяоли
- Николас Це
- Ван Фэн
- Ван Лэй
- Сюй Вэй
- Сюэ Цунь
- Чжан Чу
- Цзан Тяньшо
- Чжэн Цзюнь
- Цзосяо Цзучжоу
- Чжан Чжэньюэ
- Артём Шишко

### Группы
- 1989
- «阿修羅» (а сю ло, кит. «Асура»)
- «轮回» (луньхуэй, кит. «Опять»)
- «Anodized»
- «Baboo»
- «Black Box»
- «黑豹» (хэй бао, кит. «Чёрная пантера»)
- «腦濁» (нао чжо, кит. «Сбой мозга»)
- «Carsick Cars»
- «Cavesluts»
- «Splash»
- «眼镜蛇» (яньцзиншэ, кит. «Кобра»)
- «冷血动物» (лэнсюэ дунъу, кит. «Холоднокровные»)
- «冷酷仙境» (лэнку сяньцзин, кит. «Холодная сказочная страна»)
- «子曰» (цзыюэ, кит. «Конфуций говорит…»)
- «Dzap Dau Dau»
- «秋天的虫子» (цютянь дэ чунцзы, кит. «Осенние насекомые»)
- «花儿乐队» (хуа юэдуй, кит. «Цветы»)
- «青蛙乐队» (цинва юэдуй, кит. «Лягушки»)
- «鲍家街43号» (баоцзя цзе 43 хао, кит. «Улица Баоцзя, 43»)
- «Gemini» (简迷离, цзяньмили)
- «挂在盒子上» (гуа цзай хэцзы шан, кит. «Держаться за ящик»)
- «幸福大街» (синфу дайцзе, кит. «Счастливая авеню»)
- «…Huh!?»
- «胡同拳头» (хутун цюаньтоу, кит. «Кулак Хутуна»)
- «无限音» (у сянь инь, кит. «Бесконечный звук»)
- «Joyside»
- «交工樂隊» (цзяо гун юэдуй, кит. «Группа трудового обмена»)
- «左右» (цзо ю, кит. «Лево и Право»)
- «木马» («MUMA»)
- «超载» (чаоцзай, кит. «Перегрузка»)
- «与非门» (юйфэймэнь, «NAND»)
- «新裤子» "« (синь куцзы, кит. „Новые брюки“)
- „盘古“ („Pangu“, иногда также — PunkGod)
- „Ping Pung“
- „PK14“
- „Proximity Butterfly“
- „后海大鲨鱼“ (кит. „Королевская акула“)
- „反光镜“ (фаньгуанцзин, кит. „Рефлектор“)
- „废墟“ (фэйсюй, кит. „Руины“)
- „二手玫瑰“ (эршоу мэйгуй, кит. „Роза секонд-хенда“)
- „病蛹“ (бинъюн, кит. „Больные личинки“)
- „银色灰尘“ (иньсэ хуэйчэнь, кит. „Серебряный пепел“)
- „清醒“ (цинсин, кит. „Трезвые“)
- „窒息“ (чжи си, кит. „Удушье“)
- „春秋“ (чунь цю, кит. „Весна и осень“)
- „超级市场“ (чаоцзи шичан, кит. „Супермаркет“)
- „唐朝“ (тан чао, кит. „Династия Тан“)
- „麦田守望者“ (майтянь шоуванчжэ, кит. „Над пропастью во ржи“)
- „Total Maverick Decadence“ (TMD)
- „The Last Successor“
- „战斧“ (чжаньфу, кит. „Томагавк“)
- „扭曲的机器“ (нюцюй дэ цзици, кит. „Скрученная машина“)
- „什么“ (шэньмэ, кит. „Что?“)
- „野孩子“ (е хайцзы, кит. „Дикие дети“)
- „木推瓜“ (му туй гуа, кит. „Деревянная папайя“)
- „妖“ („Яо“)
- „夜叉“ (еча, „Якша“)
- „Zen“
- „葬尸湖“ (цзан ши ху, „Zuriaake“)

### Компиляции
- 2003 — Beijing Band 2001: New Rock Bands from the People’s Republic of China Архивная копия от 29 сентября 2007 на Wayback Machine. Kemaxiu Music.

### Радиостанции, транслирующие китайский рок
- 华流另类AllChinaAlternative https://web.archive.org/web/20090222033724/http://www.live365.com/stations/bluemonty2

### Аудиозаписи
- Интервью с Деннисом Ри о раннем китайском роке, KUOW, 9 ноября 2006 года

### Видеозаписи
- Видеопоток концерта «Cold Fairyland» в Амстердаме Архивная копия от 29 марта 2022 на Wayback Machine
- Видеопоток концерта «Second Hand Rose» в Амстердаме Архивная копия от 15 декабря 2018 на Wayback Machine
- Видеопоток концерта «Zuoxiao Zuzhou» в Амстердаме Архивная копия от 15 декабря 2018 на Wayback Machine